# Maja Riniker

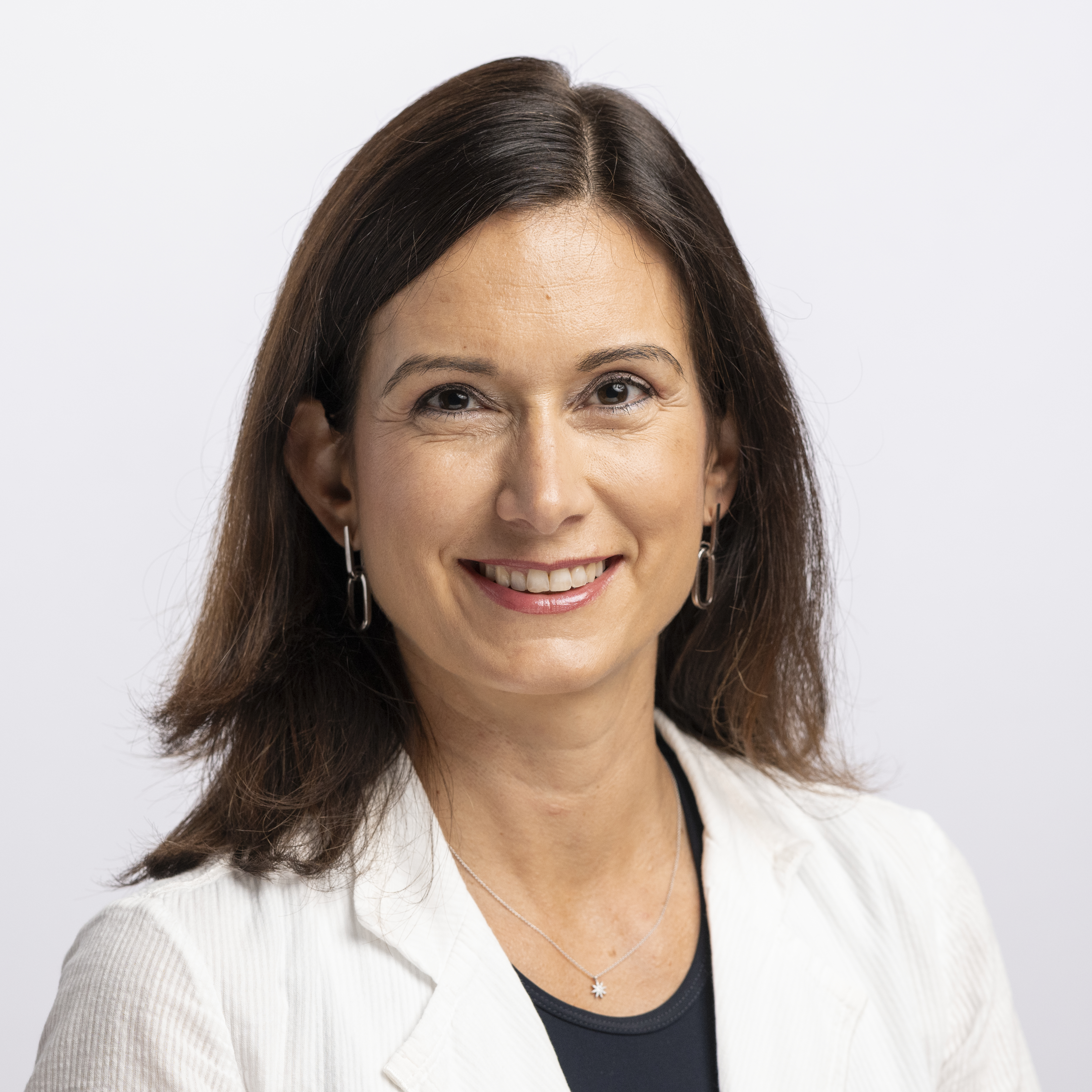
Maja Riniker (2023)

Maja Riniker (* 23. Mai 1978 in Aarau; heimatberechtigt in Villigen, Lenzburg und Habsburg) ist eine Schweizer Politikerin (FDP). Sie ist seit 2019 Nationalrätin und 2024/2025 Nationalratspräsidentin.

## Leben
Maja Riniker wurde als Tochter des Architekten Ruedi Baumann in Aarau geboren. Sie ist in Lenzburg aufgewachsen und absolvierte eine kaufmännische Lehre mit Berufsmaturität beim damaligen Schweizerischen Bankverein (heute: UBS) in Aarau. Anschliessend folgten ein Auslandsaufenthalt in den USA sowie Arbeitsjahre in Banken und in der Unternehmensberatung in Zürich, gleichzeitig schloss sie berufsbegleitend ein Fachhochschulstudium in Betriebsökonomie ab. Von 2009 bis 2015 arbeitete sie als Projektmanagerin im Unternehmensstab der Psychiatrischen Dienste Kanton Aargau (PDAG) in Brugg. Von 2016 bis 2018 leitete sie die Geschäftsstelle von Diabetes Aargau. Gleichzeitig führte sie von 2013 bis 2019 in der Arztpraxis ihres Ehemannes die Finanzen und Buchhaltung. Sie hat drei Kinder und wohnt in Suhr.

## Politischer Werdegang
Maja Riniker war von 2014 bis 2019 Grossrätin im Kanton Aargau und dort Präsidentin der Kommission für Öffentliche Sicherheit (SIK). Zudem ist sie Co-Präsidentin der FDP Frauen Region Aarau.
Am 20. Oktober 2019 wurde Maja Riniker in den Nationalrat gewählt und dort am 2. Dezember 2019 vereidigt. Seither ist sie Mitglied der Sicherheitspolitischen Kommission des Nationalrats (SiK-N). Seit dem 4. September 2020 ist Maja Riniker Präsidentin des Schweizerischer Zivilschutzverband (SZSV). Am 2. Dezember 2024 wurde sie zur Nationalratspräsidentin 2024/2025 gewählt.